# 財色皆空
是一部1931年的美國前法典劇情電影，華納兄弟公司監製和發行，本片由阿爾弗雷德·E·格林執導，主演是愛德華·羅賓遜和占士·格尼。這是羅賓遜和格尼唯一一次合作的電影，華納兄弟電影公司的這兩位主要演員在整個1930年代主要飾演黑幫分子角色。《財色皆空》是在羅賓遜的招牌電影《小霸王》上映後，以及在格尼的突破性傑作《人民公敵》拍攝期間才拍攝的。
兩位編劇呂西安·哈伯德和約瑟夫·傑克森被提名第4屆奧斯卡金像獎的最佳故事獎（該獎項現已廢除）。

## 演員
- 愛德華·羅賓遜 飾 Nick "The Barber" Venizelos
- 占士·格尼 飾 Jack
- 伊沃琳·納普（英语：Evalyn Knapp） 飾 Irene Graham
- Ralf Harolde（英语：Ralf Harolde） 飾 Sleepy Sam
- 諾爾·法蘭西斯（英语：Noel Francis） 飾 Marie
- 瑪格麗特·利文斯頓（英语：Margaret Livingston） 飾 地方檢察官的女朋友
- 莫里斯·布萊克（英语：Maurice Black） 飾 Greek Barber
- 比利·豪斯（英语：Billy House） 飾 Irontown推銷員賭徒
- Paul Porcasi（英语：Paul Porcasi） 飾 Alexander Amenoppopolus
- Polly Walters 飾 Lola
- 波里士·嘉洛夫 飾 Sport Williams（未掛名）
- 查理斯·蘭恩（英语：Charles Lane (actor)） 飾 酒店職員（未掛名）
- 約翰·拉金（英语：John Larkin (actor, born 1877)） 飾 Snake Eyes（未掛名）
- 摩根·華萊士（英语：Morgan Wallace） 飾 地方檢察官Black（未掛名）

## 外部連結
- 美国电影学会目录上的《Smart Money》（英文）
- 互联网电影数据库（IMDb）上《Smart Money》的资料（英文）
- TCM电影资料库上《Smart Money》的资料（英文）
- AllMovie上《Smart Money》的资料（英文）